# Molchow
Molchow ist ein Ortsteil von Neuruppin im brandenburgischen Landkreis Ostprignitz-Ruppin.

## Lage
Das Runddorf liegt etwa drei Kilometer nördlich von Alt Ruppin an der Ruppiner Seenkette, die vom Rhin durchflossen wird, zwischen Tetzensee und Molchowsee in der Ruppiner Schweiz.

## Geschichte
Das Dorf wird im Jahre 1462 bereits erwähnt. Um 1490 war Molchow ein Teil der im Kern reichsunmittelbaren Herrschaft Ruppin unter der Landesherrschaft der Grafen von Lindow-Ruppin. Die Grafen leisteten einige Abgaben aus dem Dorf, an das Kloster Lindow, an die Kirche Neuruppin und an die von Gühlen und der Ort gehörte zur Kirchengemeinde (eingekircht) in Alt Ruppin. Im Jahre 1525 mussten die Einwohner im Vorwerk Storbeck mitarbeiten. Zu dieser Zeit besaßen der eingesetzte Lehnschulze und 12 Ganzbauern (Vollhüfner) 20 Hufen Land und 60 Morgen Kiefernwald (Kiehn Heide) zur Holzung für die Brennholzgewinnung. Durch die Nachwirkungen des Dreißigjährigen Krieges waren 5 Höfe von 13 verwüstet und am 11. April brannten 2 Häuser ab. 
Vom Lassbauer (Zinspflichtiger Bauer) Caspar Thiele als Besitzer eines Anderthalbhufengutes wird aus dem Jahre 1751 überliefert, dass seine anderthalb Hufen und Wiesen ca. 6 Morgen Land bedeuteten und das seine Jahreseinnahmen mit 1 Reichstaler 5 Groschen 8 Pfennige (nach Abzug der Abgaben) als notdürftig zu bezeichnen waren.
Im Jahre 1759 dezimierte ein Viehseuche den Tierbestand
In Molchow standen im Jahre 1798 24 Wohnstätten (Feuerstellen) und unter den 113 Einwohnern befanden sich 1 Schäfer und Einlieger, 2 Hirten und 27 Dienstboten. Molchow gehörte bis 1872 zu Alt Ruppin.
Am 6. Dezember 1993 wurde Molchow nach Neuruppin eingemeindet.

### Einwohnerentwicklung
| Jahr      | 1766 | 1786 | 1798 | 2017 |
| Einwohner | 94   | 90   | 113  | 237  |

### Historische Landwirtschaft

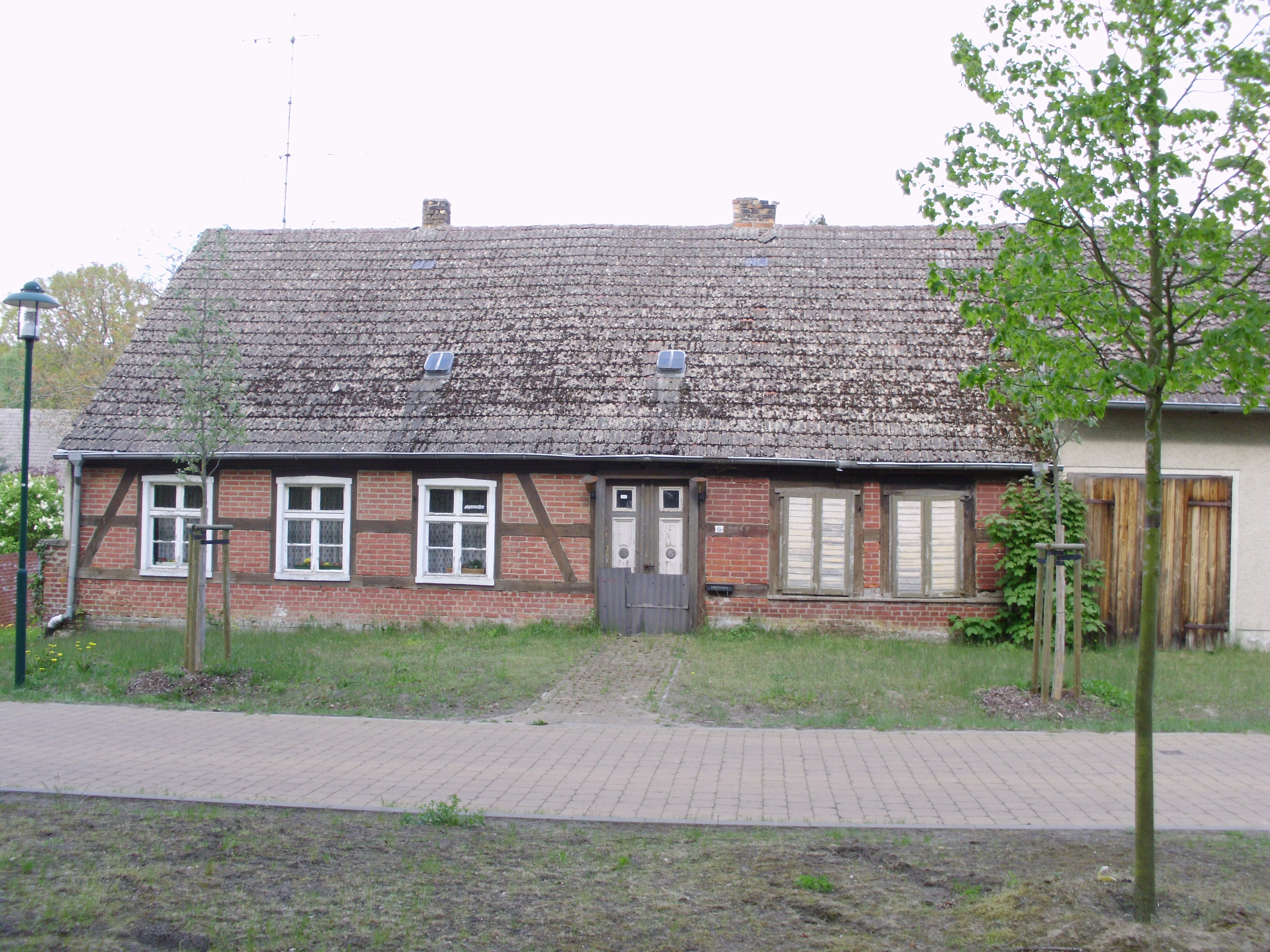
Baudenkmal Dorfplatz 15 in Molchow

| Aussaat     | Roggen     | Gerste                | Hafer                 | Erbsen                | Wicken     | Kartoffeln            | Buchweizen  | Leinsamen   |
| Menge       | 10 Winspel | 6 Winspel 18 Scheffel | 4 Winspel 12 Scheffel | 3 Winspel 10 Scheffel | 7 Scheffel | 4 Winspel 18 Scheffel | 14 Scheffel | 10 Scheffel |
| Tierbestand | Pferde     | Rinder                | Schafe                | Schweine              |            |                       |             |             |
| Stück       | 39         | 108                   | 580                   | 57                    |            |                       |             |             |

## Die Glocke von Molchow

### Die Legende nach Theodor Fontane
In der waldreichen Umgebung fanden Molchower eine angebrochene Glocke die zwischen zwei Bäumen aufgehängt war. Bei Nachforschungen über die Herkunft stellte sich heraus, dass es sich um die Glocke der ehemaligen Eggersdorfer Kirche handeln sollte. Der Ort war im Dreißigjährigen Krieg wüst gefallen und wurde nicht mehr neu errichtet.
Am oberen Rand trägt die Glocke die lateinische Inschrift „Anno domini 1522 ave Maria, gratia plena dominus tecum“ (Im Jahr des Herrn 1522 Gegrüßet seist du Maria, der Herr sei mit dir voller Gnade).
Im Jahre 1692 erbauten die Molchower einen Turm für diese Glocke.

“Aus der Mitte des Platzes wächst ein Turm auf, unheimlich und grotesk, als habe ihn ein Schilderhaus mit einer alten Windmühle gezeugt.”

## Politik
- Ortsvorsteher: David Kissner
- Ortsbeiratsmitglieder: Reinhard Nebel, Peter Schade